# Hendrikus IJkelenstam
Hendrikus IJkelenstam (ook wel gespeld als Ykelenstam) (Utrecht, 4 april 1897 – Amsterdam, 25 augustus 1993) was een Nederlandse graficus, schilder, tekenaar en boetseerder. 

## Opleiding en werk
Van jongs af had hij een bijzondere aanleg voor tekenen, buiten de HBS-uren kreeg hij tekenles van Johan Prijs, de tekenleraar op zijn school.
IJkelenstam volgde zijn opleiding in Amsterdam aan de Rijksschool voor Kunstnijverheid in de jaren 1913-1916. Daar werkte hij onder Antoon Derkinderen en Tiete van der Laars. Verdere opleiding was onder Professor Nicolaas van der Waay aan de Rijksakademie van beeldende kunsten in de avondcursus (1915-1916) en deed daar de dagcursus gedurende 1916-1920 (waaronder 2 loge-jaren).
In 1925 werd Hendrikus lid van Arti, terwijl hij al jaren jurylid was van St. Lucas en penningmeester van de Mij. Rembrandt.
Hij woonde en werkte in Utrecht, Amsterdam, Amersfoort, Limburg, Frankrijk, Spanje, België en Italië. Vanaf 1 mei 1951 was hij als leraar tekenen verbonden aan de Gemeentelijke Middelbare School voor meisjes te Amsterdam.

## Prijzen
- St. Lucasprijs, 1925 onderscheiding op voorjaarstent. van St.Lucas; 1928 St.Lucas "expositie-prijs" (zie PDO, 1960)
- Willink van Collenprijs, 1929 Willink van Collenprijs voor inzending voorjaarstent. Arti et Amicitiae
- Officier d'Académie 1939,
- Bronzen medaille O.K.W. Belg.Reg. 1959

## Handleiding
- z.j. [1945], H. Ykelenstam, Het snijden in hout en linoleum, Uitgeverij Arti, Alkmaar.[4]

- Biografisch Portaal: 69285301
- RKD-Nederlands Instituut voor Kunstgeschiedenis: 40937